# Tipsport Hockey Cup 2001
Tipsport Hockey Cup 2001 byl hokejový turnaj, který se v rámci seriálu Tipsport Hockey Cup konal v roce 2001.

## Skupina A
| Poř. | Tým                 | Z | V | R | P | VG | OG | B |
| ---- | ------------------- | - | - | - | - | -- | -- | - |
| 1.   | HC Sparta Praha     | 6 | 4 | 1 | 1 | 20 | 13 | 9 |
| 2.   | HC Slavia Praha     | 6 | 3 | 1 | 2 | 17 | 14 | 7 |
| 3.   | HC Keramika Plzeň   | 6 | 3 | 0 | 3 | 25 | 22 | 6 |
| 4.   | HC České Budějovice | 6 | 1 | 0 | 5 | 17 | 30 | 2 |

### Výsledky
- České Budějovice – Plzeň 6:5 (3:2, 1:2, 2:1)
- Sparta Praha – HC Slavia Praha 3:3 (0:1, 2:1, 1:1)
- Sparta Praha – České Budějovice 5:2 (2:1, 2:1, 1:0)
- HC Slavia Praha – České Budějovice 5:3 (1:0, 2:2, 2:1)
- Plzeň – České Budějovice 8:4 (3:0, 2:2, 3:2)
- HC Slavia Praha – Sparta Praha 2:0 (0:0, 0:0, 2:0)
- Plzeň – HC Slavia Praha 4:2 (1:0, 1:2, 2:0)
- HC Slavia Praha – Plzeň 2:3 (1:1, 0:1, 1:1)
- České Budějovice – Sparta Praha 1:4 (0:1, 0:2, 1:1)
- Plzeň – Sparta Praha 3:5 (1:1, 2:3, 0:1)
- České Budějovice – HC Slavia Praha 1:3 (0:2, 0:1, 1:0)
- Sparta Praha – Plzeň 3:2 (3:0, 0:0, 0:2)

## Skupina B
| Poř. | Tým                        | Z | V | R | P | VG | OG | B |
| ---- | -------------------------- | - | - | - | - | -- | -- | - |
| 1.   | HC Chemopetrol Litvinov    | 6 | 3 | 0 | 3 | 27 | 19 | 6 |
| 2.   | HC Vagnerplast Kladno      | 6 | 2 | 2 | 2 | 16 | 18 | 6 |
| 3.   | HC Becherovka Karlovy Vary | 6 | 3 | 0 | 3 | 13 | 16 | 6 |
| 4.   | Bílí Tygři Liberec         | 6 | 2 | 2 | 2 | 11 | 14 | 6 |

### Výsledky
- Karlovy Vary – Kladno 1:0 (0:0, 1:0, 0:0)
- Liberec – Litvínov 2:1 (1:0, 0:1, 1:0)
- Kladno – Litvínov 5:2 (0:0, 4:0, 1:2)
- Liberec – Karlovy Vary 2:1 (1:1, 1:0, 0:0)
- Liberec – Kladno 3:3 (1:0, 0:1, 2:2)
- Litvínov – Liberec 5:2 (3:0, 2:1, 0:1)
- Litvínov – Kladno 9:2 (5:0, 3:2, 1:0)
- Karlovy Vary – Liberec 2:0 (0:0, 1:0, 1:0)
- Kladno – Liberec 2:2 (1:0, 0:1, 1:1)
- Karlovy Vary – Litvínov 4:3 (1:2, 2:0, 1:1)
- Kladno – Karlovy Vary 4:1 (1:1, 1:0, 2:0)
- Litvínov – Karlovy Vary 7:4 (2:3, 3:1, 2:0)

## Skupina C
| Poř. | Tým                         | Z | V | R | P | VG | OG | B  |
| ---- | --------------------------- | - | - | - | - | -- | -- | -- |
| 1.   | HC Vsetín                   | 6 | 5 | 1 | 0 | 20 | 10 | 11 |
| 2.   | HC IPB Pojistovna Pardubice | 6 | 3 | 2 | 1 | 20 | 19 | 8  |
| 3.   | HC Excalibur Znojemsti Orli | 6 | 2 | 1 | 3 | 21 | 20 | 5  |
| 4.   | HC eDsystem Senators Rosice | 6 | 0 | 0 | 6 | 14 | 26 | 0  |

### Výsledky
- Pardubice – Vsetín 0:3 (0:1, 0:2, 0:0)
- Rosice – Znojmo 2:4 (2:1, 0:2, 0:1)
- Vsetín – Znojmo 4:3 (0:2, 2:1, 2:0)
- Pardubice – Rosice 6:4 (2:1, 1:1, 3:2)
- Rosice – Vsetín 1:4 (0:1, 0:1, 1:2)
- Znojmo – Pardubice 3:3 (2:1, 0:2, 1:0)
- Znojmo – Rosice 5:2 (2:1, 2:1, 1:0)
- Znojmo – Vsetín 2:4 (1:1, 0:1, 1:2)
- Rosice – Pardubice 3:4 (2:0, 1:3, 0:1)
- Vsetín – Rosice 3:2 (2:0, 1:0, 0:2)
- Pardubice – Znojmo 5:4 (1:2, 3:1, 1:1)
- Vsetín – Pardubice 2:2 (2:1, 0:1, 0:0)

## Skupina D
| Poř. | Tým                 | Z | V | R | P | VG | OG | B  |
| ---- | ------------------- | - | - | - | - | -- | -- | -- |
| 1.   | HC Vítkovice        | 6 | 5 | 0 | 1 | 26 | 22 | 10 |
| 2.   | HC Havířov Panthers | 6 | 3 | 0 | 3 | 24 | 24 | 6  |
| 3.   | HC Oceláři Třinec   | 6 | 2 | 1 | 3 | 23 | 23 | 5  |
| 4.   | HC Continental Zlin | 6 | 1 | 1 | 4 | 23 | 27 | 3  |

### Výsledky
- Třinec – Havířov 2:6 (1:3, 0:1, 1:2)
- Vítkovice – Zlín 6:4 (2:1, 2:2, 2:1)
- Třinec – Zlín 3:2 (0:0, 2:1, 1:1)
- Havířov – Vítkovice 2:3 (0:1, 0:2, 2:0)
- Vítkovice – Třinec 4:2 (2:1, 0:1, 2:0)
- Zlín – Havířov 6:3 (1:2, 0:0, 5:1)
- Havířov – Třinec 6:3 (2:0, 0:1, 4:2)
- Zlín – Vítkovice 3:6 (2:0, 0:1, 4:2)
- Zlín – Třinec 3:3 (0:0, 1:3, 2:0)
- Vitkovice – Havířov 5:1 (3:0, 2:1, 0:0)
- Třinec – Vítkovice 10:2 (3:1, 4:1, 3:0)
- Havířov – Zlín 6:5 (0:0, 4:2, 2:3)

## Semifinále
- HC Sparta Praha – HC Chemopetrol Litvinov 8:3 (4:0, 1:1, 3:2)
- HC Vítkovice – HC Vsetín 5:2 (2:0, 2:1, 1:1)

## Finále
- HC Sparta Praha – HC Vítkovice 5:2 (0:1, 2:1, 3:0)